# East Chinatown (Toronto)
Pour les articles homonymes, voir Chinatown.
East Chinatown (chinois : 東區唐人街 litt. « rue des Chinois du secteur de l'est », ou plus précisément 多倫多東區華埠, litt. « quartier chinois de l'est de Toronto »), connu aussi sous le nom du deuxième quartier chinois en français, est une enclave ethnique et un quartier du Toronto, au Canada, ayant une forte concentration de résidents d'origine chinoise et de commerces asiatiques s'étendant le long de la rue Gerrard est, entre les avenues Broadview et Greenwood. Ses origines remontent aux années 1970 à la suite de l'inflation des prix de l'immobilier du centre-ville de Toronto,.
Au début, le quartier appartenait au quartier Riverdale, mais Riverdale a gentrifié et par conséquent le deuxième quartier chinois a devenu un quartier distinct.

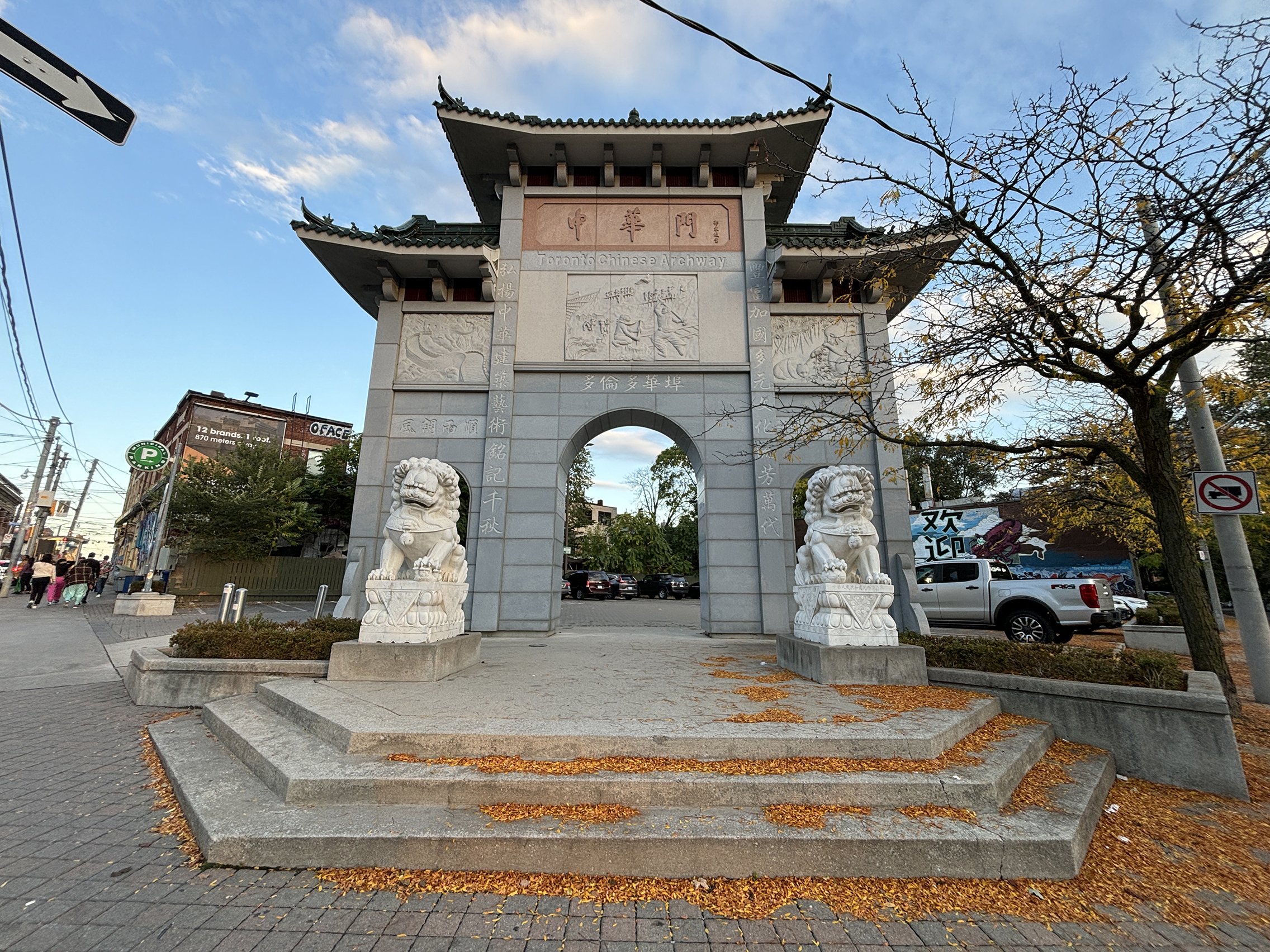
Arcade chinoise au croisement des rues Gerrard et Hamilton

Depuis 12 septembre 2009, une arcade chinoise existe dans le quartier. Elle situe dans un parc de stationnement à l'angle sud-est des rues Gerrard et Hamilton.